# Grupo Aeroportuario Centro Norte
Le Groupe aéroportuaire Centre Nord (OMA) (BMV: OMA / NYSE: OMAB) administre et opère 13 aéroports de la région centre et nord du Mexique. Ce groupe est coté dans les bourses des États-Unis (NYSE : OMAB) et du Mexique (BMV).

## Histoire
La raison sociale de l'entreprise est Aeroportuario del Centro Norte, S.A. de C.V. mais plus connue sous le nom commercial de OMA. Elle a été créée en 1998. En 2000 elle a servi 9,58 millions de passagers dans ses terminaux, quinze ans plus tard ce chiffre a grimpé de 76 % avec  16,92 millions de passagers. 
Depuis 2000, OMA a deux partenaires stratégiques : Entreprises ICA, l'entreprise d'ingénierie, procuration et construction la plus grande du Mexique, et Aéroports de Paris, groupe aéroportuaire reconnu comme un des leaders en Europe.
En août 2022, Vinci acquiert une participation de 29,9 % dans Grupo Aeroportuario Centro Norte pour 815 millions de dollars.

## Aéroports opérés par OMA
| \| 500 km1:6 468 000 \| Acapulco Chihuahia Ciudad Juárez Monterrey Culiacán Durango Ixtapa-Zihuatanejo Mazatlán Reynosa San Luis Potosí Tampico Torreón Zacatecas |
| 500 km1:6 468 000 |

| Aéroport international                                   | Ville              | État            | ICAO | IATA |
| -------------------------------------------------------- | ------------------ | --------------- | ---- | ---- |
| Aéroport international général Juan N. Álvarez           | Acapulco           | Guerrero        | MMAA | ACA  |
| Aéroport international général Roberto Fierro Villalobos | Chihuahua          | Chihuahua       | MMCU | CUU  |
| Aéroport international Abraham González                  | Ciudad Juárez      | Chihuahua       | MMCS | CJS  |
| Aéroport international fédéral de Culiacán               | Culiacán           | Sinaloa         | MMCL | CUL  |
| Aéroport international de Durango                        | Durango            | Durango         | MMDO | DGO  |
| Aéroport international d'Ixtapa-Zihuatanejo              | Ixtapa-Zihuatanejo | Guerrero        | MMZH | ZIH  |
| Aéroport international général Rafael Buelna             | Mazatlán           | Sinaloa         | MMMZ | MZT  |
| Aéroport international de Monterrey                      | Monterrey          | Nouveau León    | MMMY | MTY  |
| Aéroport International Général Lucio Blanco              | Reynosa            | Tamaulipas      | MMRX | REX  |
| Aéroport international de San Luis Potosi                | San Luis Potosí    | San Luis Potosí | MMSP | SLP  |
| Aéroport international de Tampico                        | Tampico            | Tamaulipas      | MMTM | TAM  |
| Aéroport international Francisco Sarabia                 | Torreón            | Coahuila        | MMTC | TRC  |
| Aéroport international de Zacatecas                      | Zacatecas          | Zacatecas       | MMZC | ZCL  |

## Statistiques de passagers
Nombre de passagers par aéroport en 2015 :
| Nombre | Aéroport                                                 | Ville                | État            | Passagers  |
| ------ | -------------------------------------------------------- | -------------------- | --------------- | ---------- |
| 1      | Aéroport international de Monterrey                      | Monterrey            | Nouveau León    | 8 461 917  |
| 2      | Aéroport international fédéral de Culiacán               | Culiacán             | Sinaloa         | 1 432 315  |
| 3      | Aéroport international général Roberto Fierro Villalobos | Chihuahua            | Chihuahua       | 1 110 513  |
| 4      | Aéroport international Abraham González                  | Ville Juárez         | Chihuahua       | 863 760    |
| 5      | Aéroport international général Rafael Buelna             | Mazatlán             | Sinaloa         | 853 409    |
| 6      | Aéroport international de Tampico                        | Tampico              | Tamaulipas      | 763 744    |
| 7      | Aéroport international général Juan N. Álvarez           | Acapulco             | Guerrero        | 730 382    |
| 8      | Aéroport international d'Ixtapa-Zihuatanejo              | Ixtapa - Zihuatanejo | Guerrero        | 562 099    |
| 9      | Aéroport international Francisco Sarabia                 | Torreón              | Coahuila        | 556 449    |
| 10     | Aéroport International Général Lucio Blanco              | Reynosa              | Tamaulipas      | 507 186    |
| 11     | Aéroport international de San Luis Potosí                | San Luis Potosí      | San Luis Potosí | 444 469    |
| 12     | Aéroport international de Zacatecas                      | Zacatecas            | Zacatecas       | 320 065    |
| 13     | Aéroport international de Durango                        | Durango              | Durango         | 315 835    |
| Total  |                                                          |                      |                 | 16 922 143 |

## Principaux actionnaires
Au 22 avril 2020.
| Norges Bank Investment Management     | 5,04% |
| The Vanguard Group                    | 3,29% |
| Handelsbanken Fonder                  | 2,92% |
| BlackRock México                      | 2,90% |
| Fidelity Management & Research        | 2,69% |
| APG Asset Management                  | 2,51% |
| Empresas ICA,                         | 2,18% |
| Dimensional Fund Advisors             | 2,14% |
| Robeco Institutional Asset Management | 1,75% |
| Invesco Advisers                      | 1,70% |